# Jevhen Sztepanovics Pavlov
Jevhen Sztepanovics Pavlov (ukránul: Євген Степанович Павлов; oroszul: Евгений Степанович Павлов; Szevasztopol, 1991. március 12. –) ukrán-orosz kettős állampolgárságú labdarúgó, 2015-től 2018 nyaráig a Vasas SC játékosa.

## Pályafutása
Pavlov a Voliny Luck utánpótlásában kezdte pályafutását. 2007. március 20-án, 16 éves korában mutatkozott be az első csapatban, amikor az FK Obolon-Brovar Kijiv ellen 2–1-re megnyert bajnoki csereként beállt a félidőben. Legeredményesebb szezonja a 2009–10-es volt, amikor 19 bajnokin 11 gólt szerzett, csapata pedig feljutott az Premjer-Ligába. Még három szezont töltött a klubnál, majd 2014 márciusában a Szevasztopolhoz igazolt. 2013 decemberében próbajátékon járt a szerb Partizannál, és bár gólt szerzett az egyik felkészülési mérkőzésen, végül nem szerződtették. 2014 nyarán megkapta az orosz állampolgárságot. 2014 augusztusában a Szokol Szaratov játékosa lett. 2015 januárjában Pavlov visszatért Szerbiába, a Mladost Lučani csapatához, amelynek színeiben tíz mérkőzésen két gólt szerzett a  2014–15-ös szezonban. 2015. augusztus 18-án három évre aláírt a Vasashoz. Az angyalföldi csapattal a 2016–2017-es idényben bronzérmet szerzett a magyar élvonalban, majd az azt követő idényben pályára léphetett az Európa-liga selejtezőiben is. Összesen 67 bajnokit játszott a Vasasban és kilenc gólt szerzett.
Miután a Vasas a 2017–2018-as szezon végén kiesett az élvonalból, Pavlov a ciprusi élvonalban szereplő Dóxa Katokopiásznál folytatta pályafutását.

## Sikerei, díjai
FK Voliny Luck:
- Ukrán labdarúgó-bajnokság (másodosztály): 2009-10